# Las alegres vampiras de Vögel
Las alegres vampiras de Vögel es una comedia española de matiz erótico dirigida por Julio Pérez Tabernero y estrenada en el año 1975, con la actuación de la famosa estrella de la época Ágata Lys.

## Argumento
Un señor de los vampiros lo era también de la ciudad de Vogel, en Transilvania. En su castillo torturaba a sus prisioneros y bebía su sangre, especialmente de mujeres hermosas. Dos chicas jóvenes llegan a la ciudad formando parte de un espectáculo de variedades